# St. Maximin (Pachten)

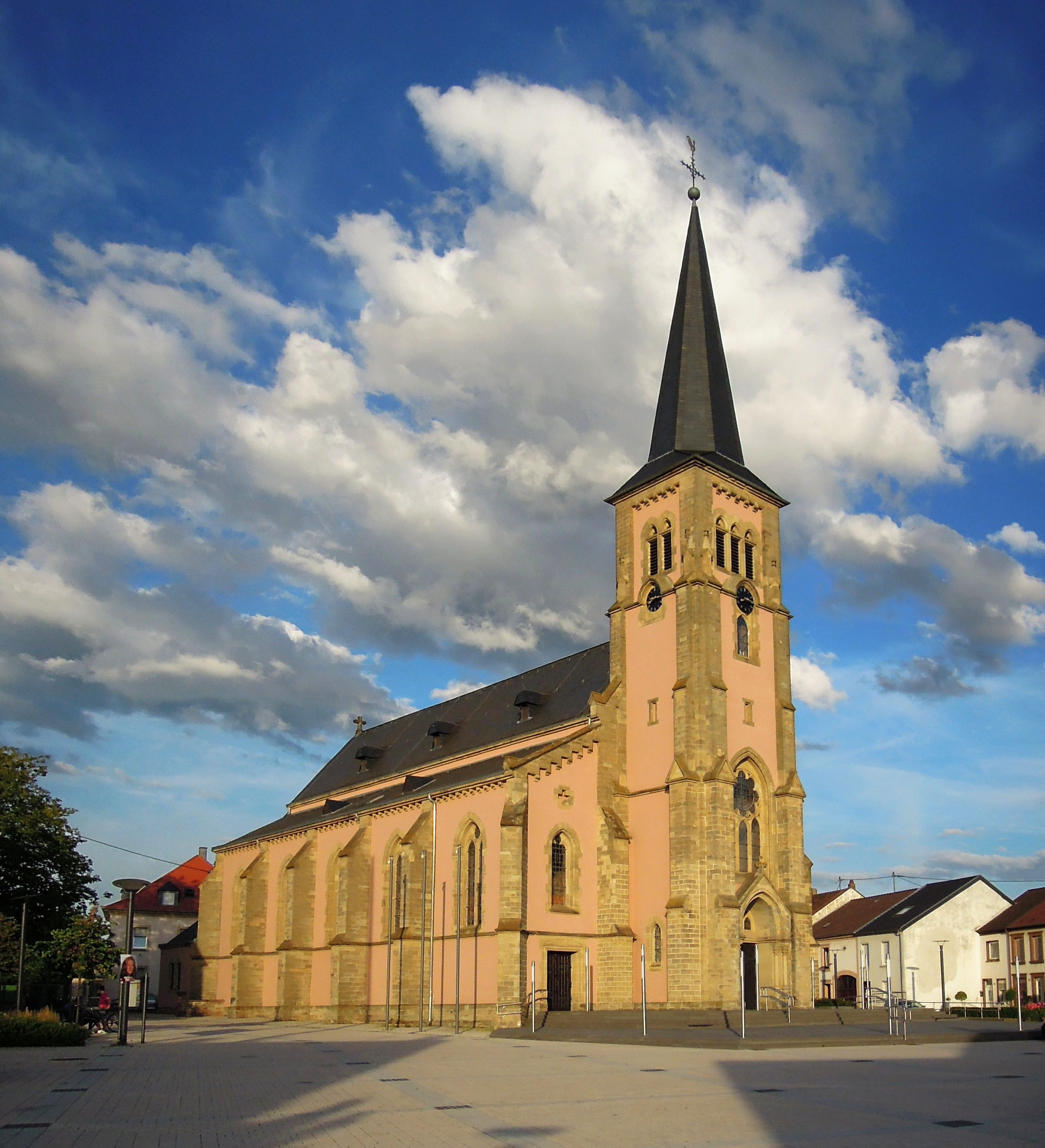
St. Maximin, Außenansicht

St. Maximin und die Vierzehn Nothelfer ist die katholische Pfarrkirche von Pachten, einem Stadtteil von Dillingen. Der Ort Pachten geht auf die römische Siedlung Contiomagus zurück. Früheste christliche Zeugnisse stammen aus der Römerzeit.
Die Pfarrei gehört zur Pfarreiengemeinschaft Dillingen, die sich in die fünf Gemeinden Hl. Sakrament, St. Johann, St. Josef, Maria Trost und St. Maximin untergliedert.
In der Denkmalliste des Saarlandes ist die Kirche als Einzeldenkmal aufgeführt. Die Kirche ist dem Bistum Trier zugeordnet. Patroziniumstag der Kirche ist der Gedenktag des heiligen Bischofs Maximinus von Trier (29. Mai).

## Geschichte

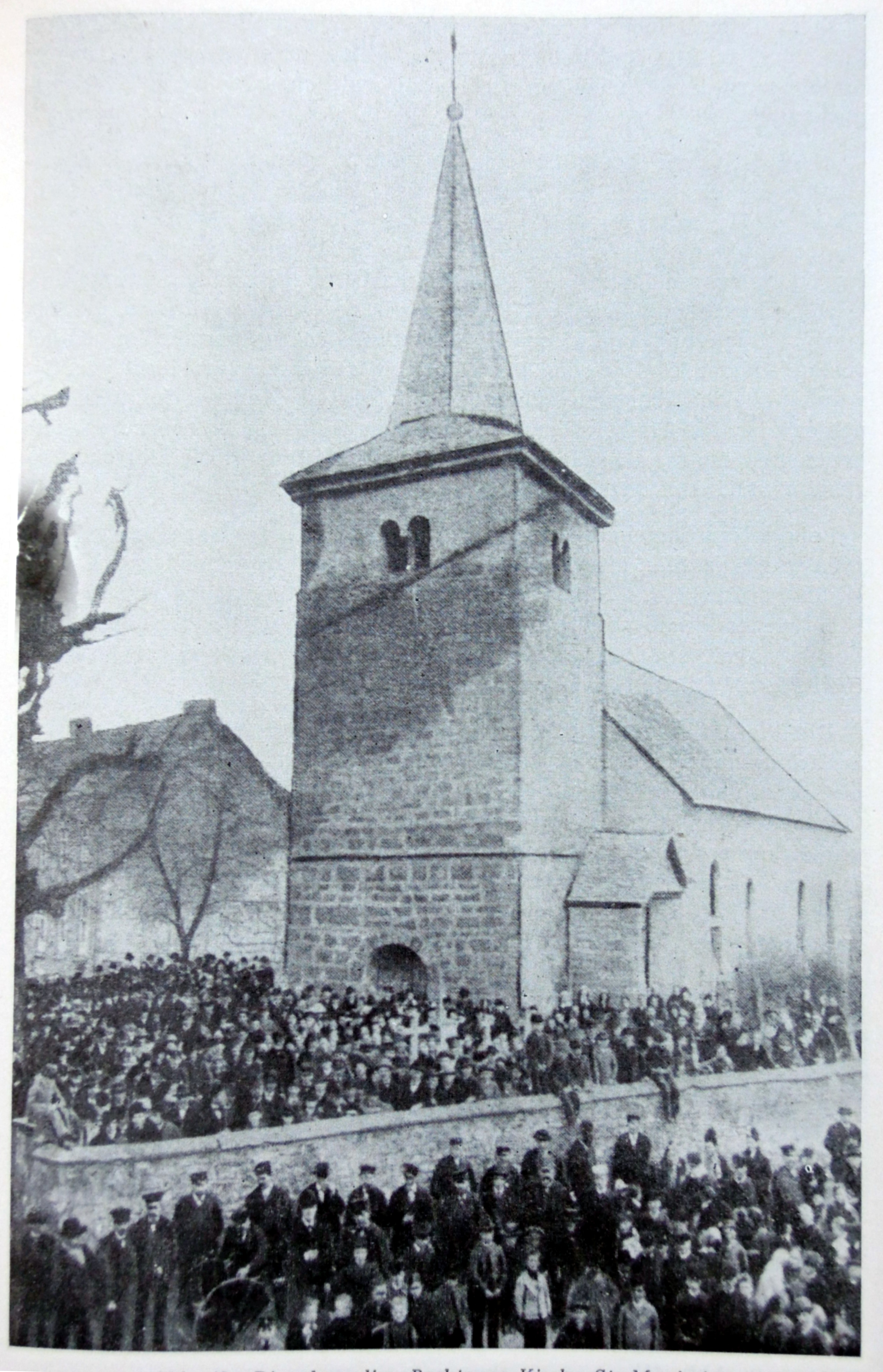
St. Maximin, Der im Jahr 1890 abgetragene romanische Vorgängerbau

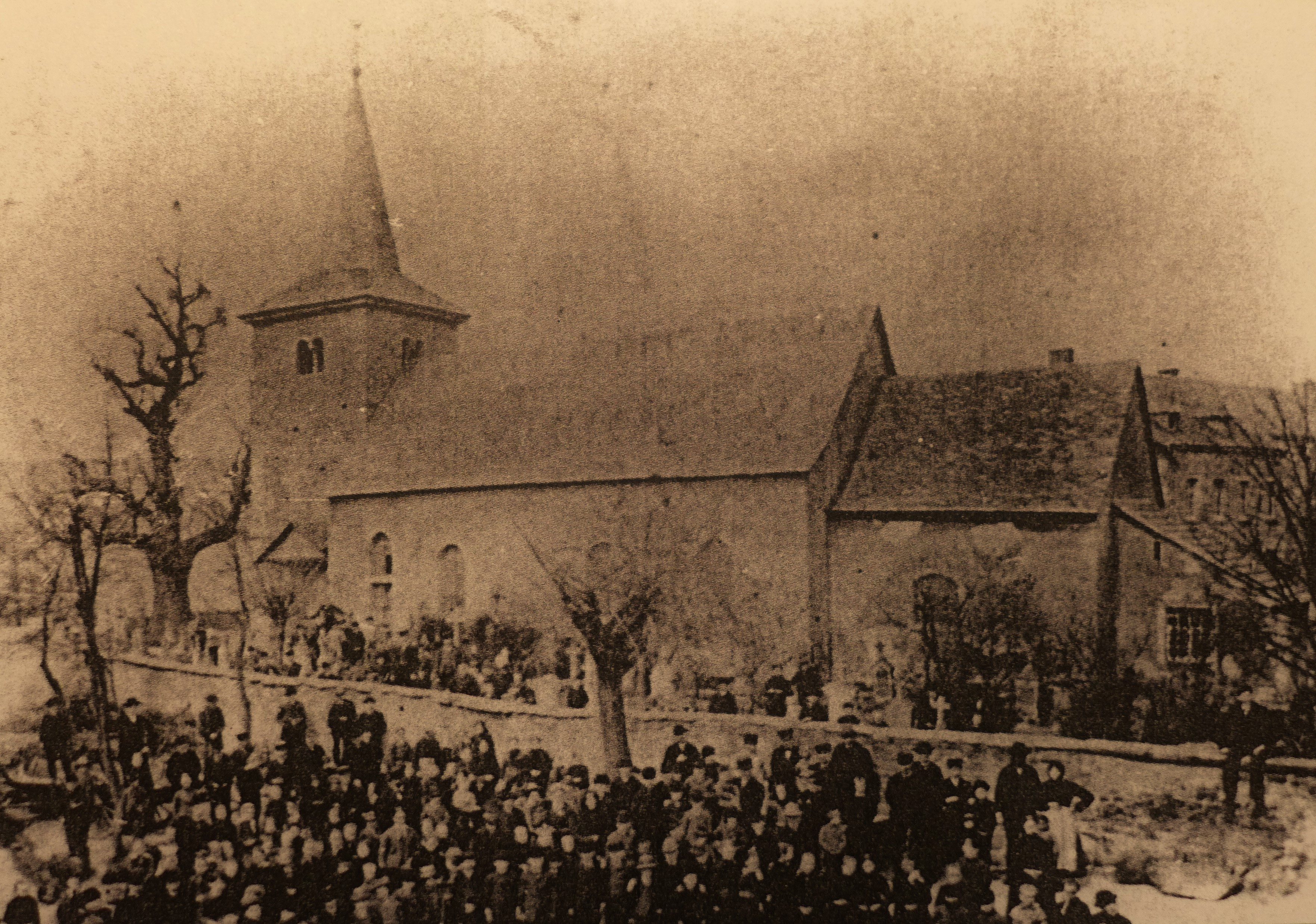
St. Maximin, Ansicht der alten Kirche vor dem Abbruch

Die ältere Kirche fluchtete mit dem Gebäude einer römischen Siedlung. Beim Abbruch der alten Kirche fand man auch einen Gürtelschmuck mit einer Münze von Kaiser Konstantin dem Großen.
Auf einer von Bischof Albero von Trier geführten Liste der zur jährlichen Mettlacher Wallfahrt verpflichteten Pfarreien wird Pachten erwähnt.
Eine Schenkung übertrug in den Jahren 1292 und 1301 die Grundherrschaft der Herren von Siersburg dem Deutschritterorden der Komturei Beckingen.
Bis zum Jahr 1590 war Dillingen bevölkerungsmäßig kleiner als Pachten. Nach dem Dreißigjährigen Krieg lebten nur sechzehn Familien in Pachten.
Bis zur Französischen Revolution musste Pachten den Zehnten an die Äbtissin der Abtei Fraulautern entrichten.
Bevor die Pfarrei von 1802 bis 1817 dem Bistum Metz als Filialkirche von Dillingen zugeordnet wurde, gehörte sie zum Bistum Trier. Den Status einer eigenständigen Pfarrei erhielt Pachten erst im Jahr 1827. Bis zum Jahr 1815 war es dem Amt Wallerfangen zugeordnet, das unter der Herrschaft des Herzogs von Lothringen stand.
Im Jahr 1890 wurde die aus dem 12. Jahrhundert stammende Kirche abgerissen und durch die heutige Kirche ersetzt. Dabei fällte man auch die alte Gerichtslinde vor der Kirche. Pfarrer Philipp Schmitt hatte im Jahr 1838 über sie geschrieben: „Merkwürdig ist die Linde vor der Kirche; sie hat 21 Fuß (ca. 6,30 m) im Umfang und schon vor 200 Jahren hielt das Hochgericht im Dorf darunter seine Sitzungen.“
Die Kirche St. Maximin(us) wurde in den Jahren 1891 bis 1894 nach den Plänen des Rodener Architekten Wilhelm Hector gebaut. Er war einer der meistbeschäftigten Kirchenbauarchitekten des Historismus im heutigen Saarland. Zeitgleich zum Bau von St. Maximin wurden im Architekturbüro Hectors zahlreiche andere Kirchen in der Umgebung Pachtens (Brebach 1890–1891, Hilbringen 1890–1891, Theley 1890–1892, Nalbach 1891–1892, Differten 1891–1893) geplant. Insgesamt baute Wilhelm Hector im heutigen Saarland über 30 Kirchen. Am Wettbewerb für den Saardom hatte er sich allerdings erfolglos beworben.
Nach der Fertigstellung des Gotteshauses im Jahr 1894 erfolgte am 1. Mai 1896 die Einweihung durch den Trierer Weihbischof Karl Ernst Schrod.
Am 28. Juli 1895 wurde das Kirchturmdach am Kirmestag Opfer eines Sturmes, der auch das Hillenkreuz auf dem Friedhof St. Johann umwarf.
Während des Zweiten Weltkrieges erlitt die Kirche schwere Schäden. Die Druckwelle einer Explosion eines Munitionszuges im Dillinger Bahnhof am 27. August 1944 zerstörte die Fenster und führte dazu, dass die Kirche vom Einsturz bedroht war. Bis zum heutigen Tag sind am Kirchturm einige Einschläge von Granatsplittern zu sehen. Die meisten Schäden wurden nach dem Krieg und bei Renovierungsmaßnahmen seit den 1960er Jahren beseitigt.
Zum 125. Kirchenjubiläum wurde der neogotischen Sakralbau von Oktober 2017 bis April 2019 einer Renovierungsmaßnahme unterzogen. Diese Maßnahme kostete etwa 240.000 € und war weitgehend spendenfinanziert. Dabei wurden sämtliche vorher sandsteinfarbig gefassten Architekturelemente des Innenraumes in Grautönen überstrichen. Über dem Marienaltar legte man eine Mariendarstellung der ursprünglichen neogotischen Ausmalung frei.

Kircheninneres nach der Renovierung der Jahre 2017 bis 2019
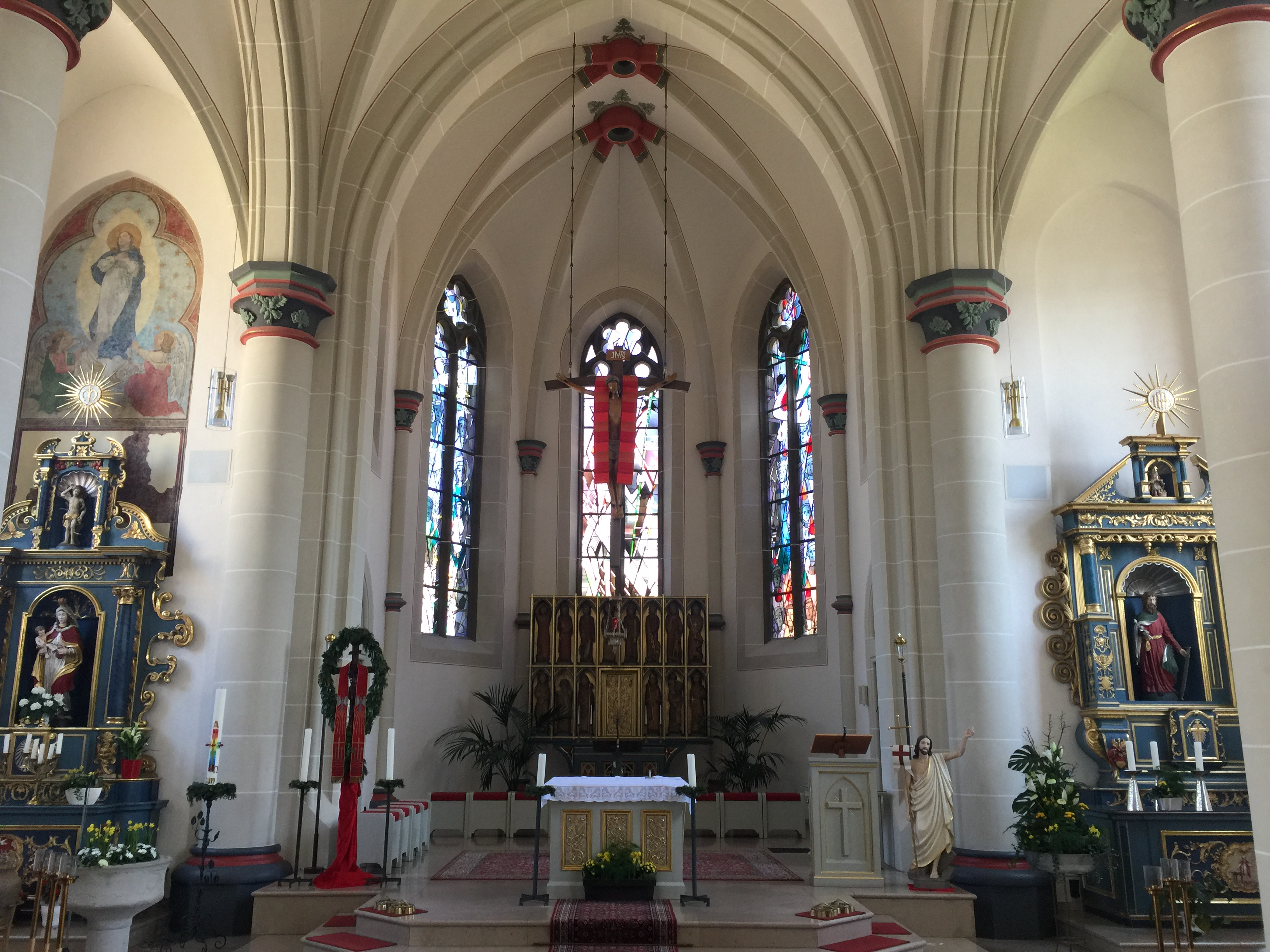
Blick zur Apsis mit Seitenaltären
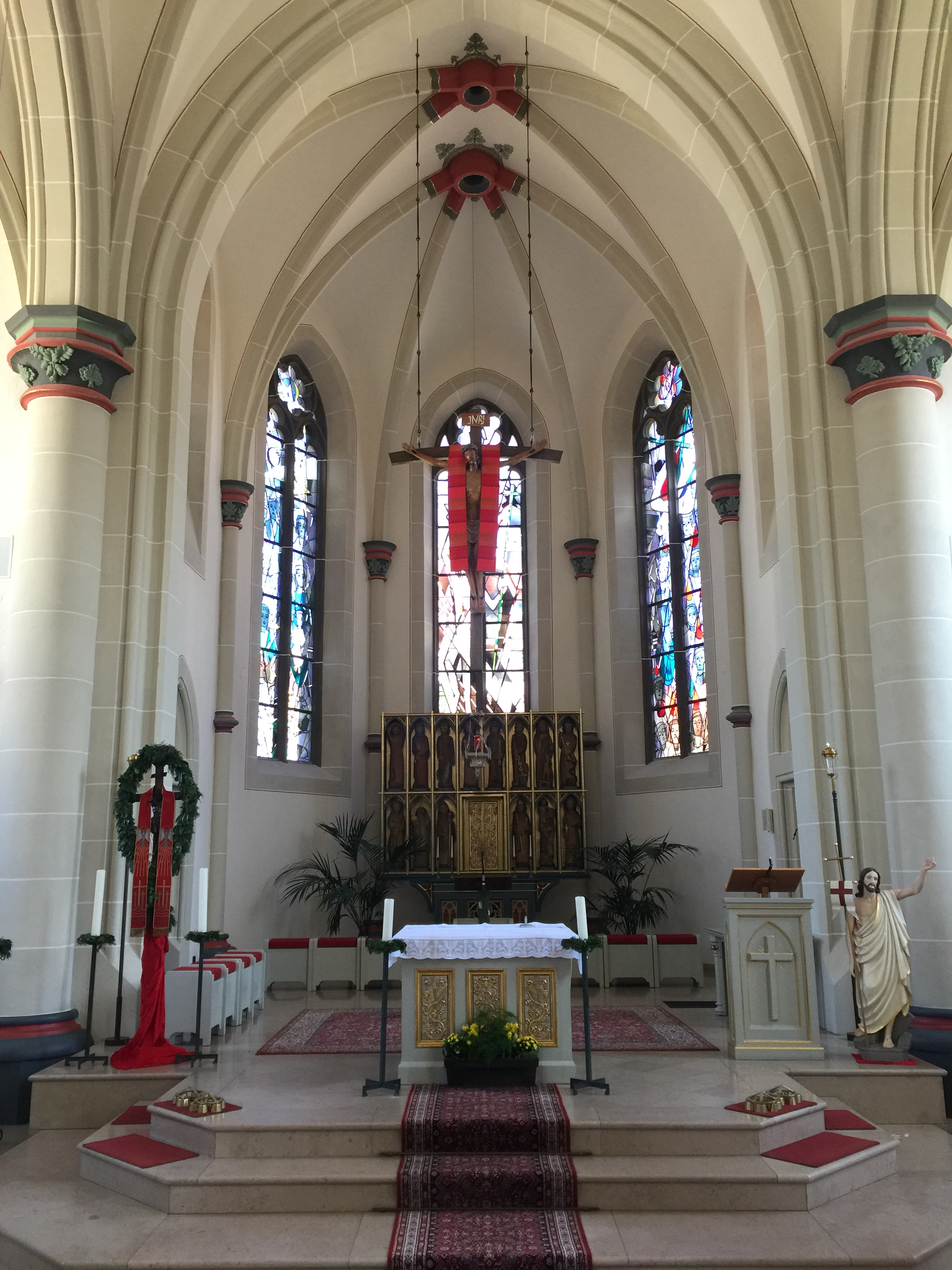
Blick zur Apsis mit Nothelferaltar
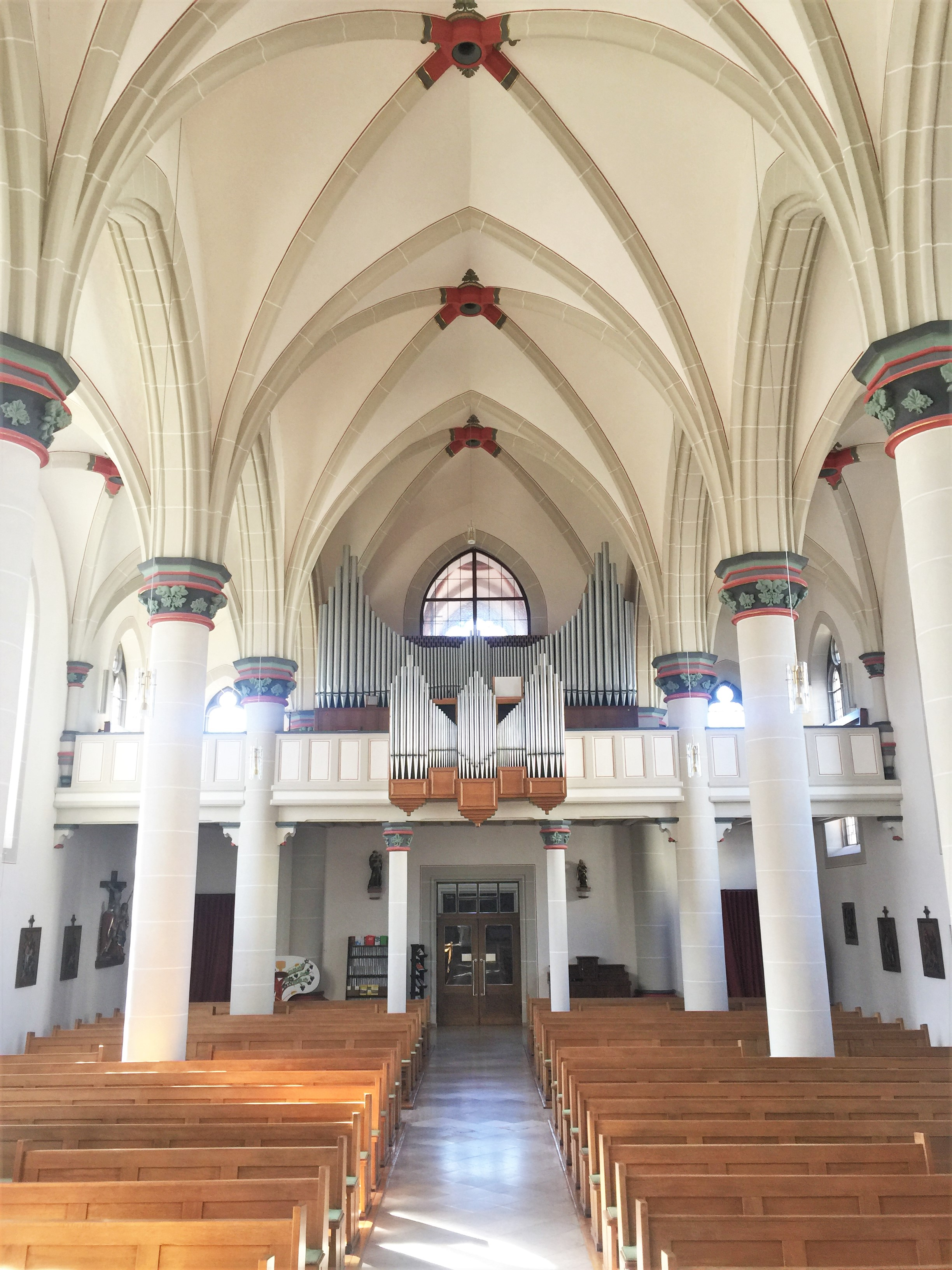
Blick zur Orgelempore
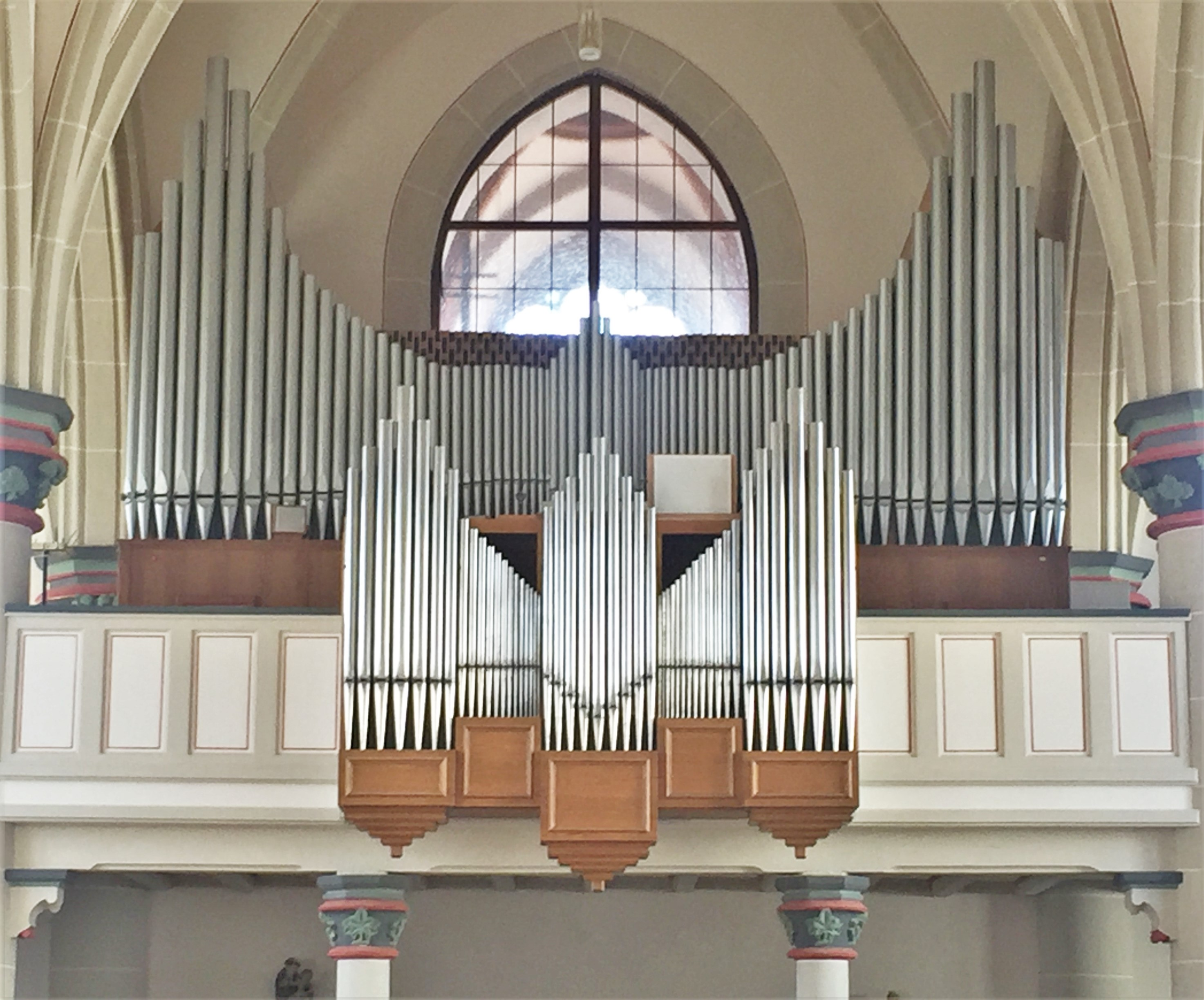
Empore

## Kirchengebäude

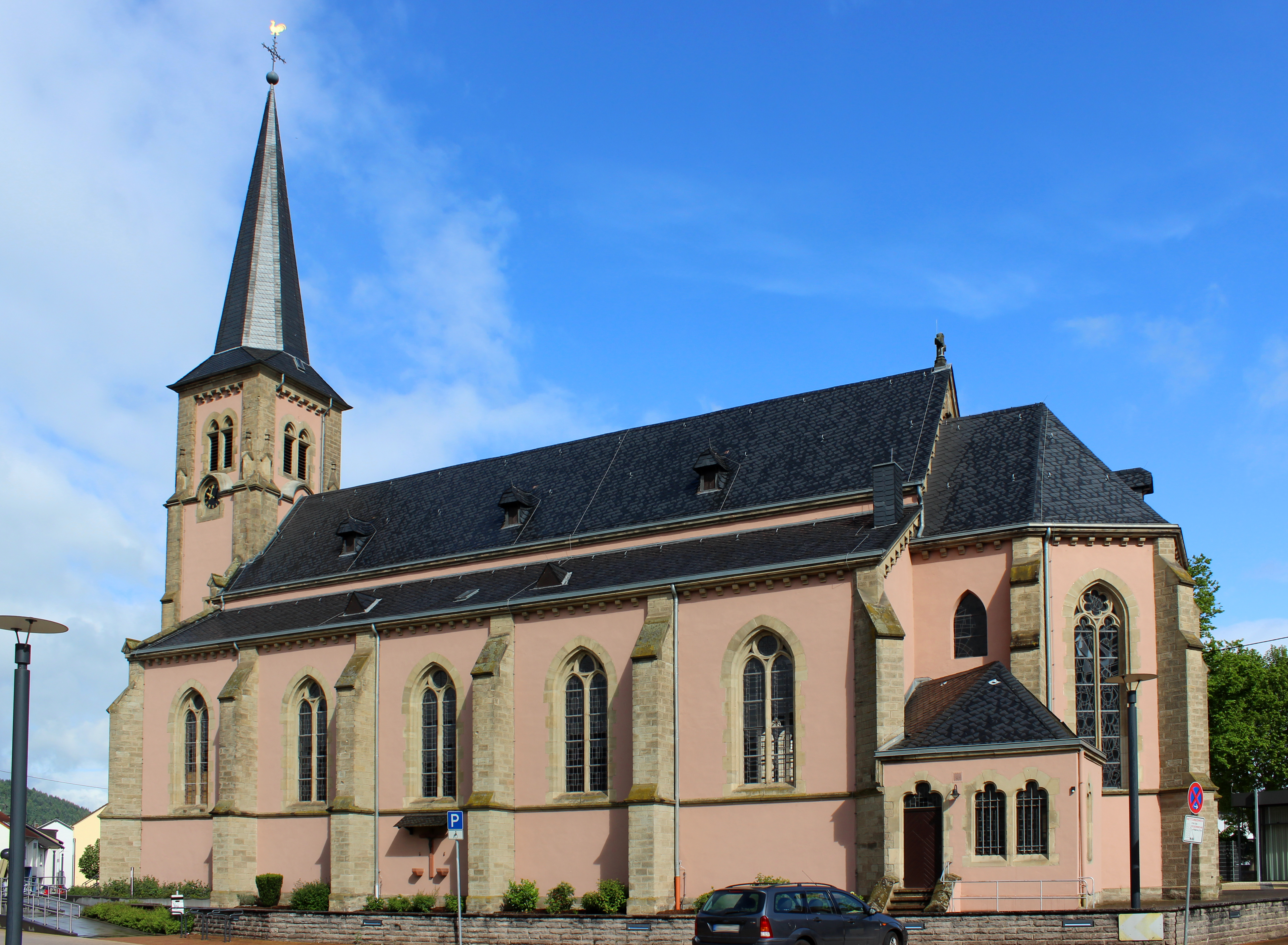
St. Maximin, Ansicht von Süden

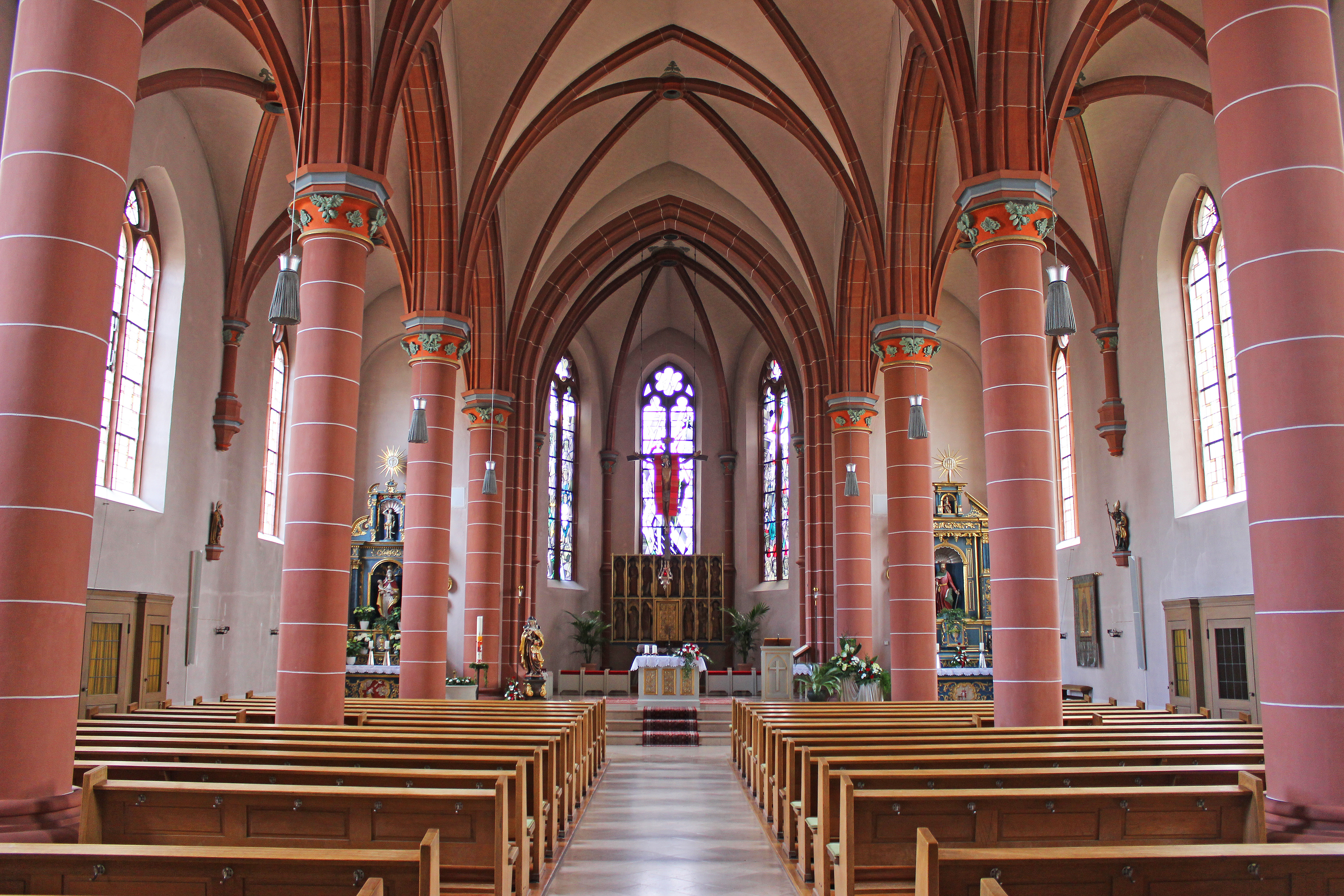
St. Maximin, Innenansicht vor der Renovierung von 2017 bis 2019

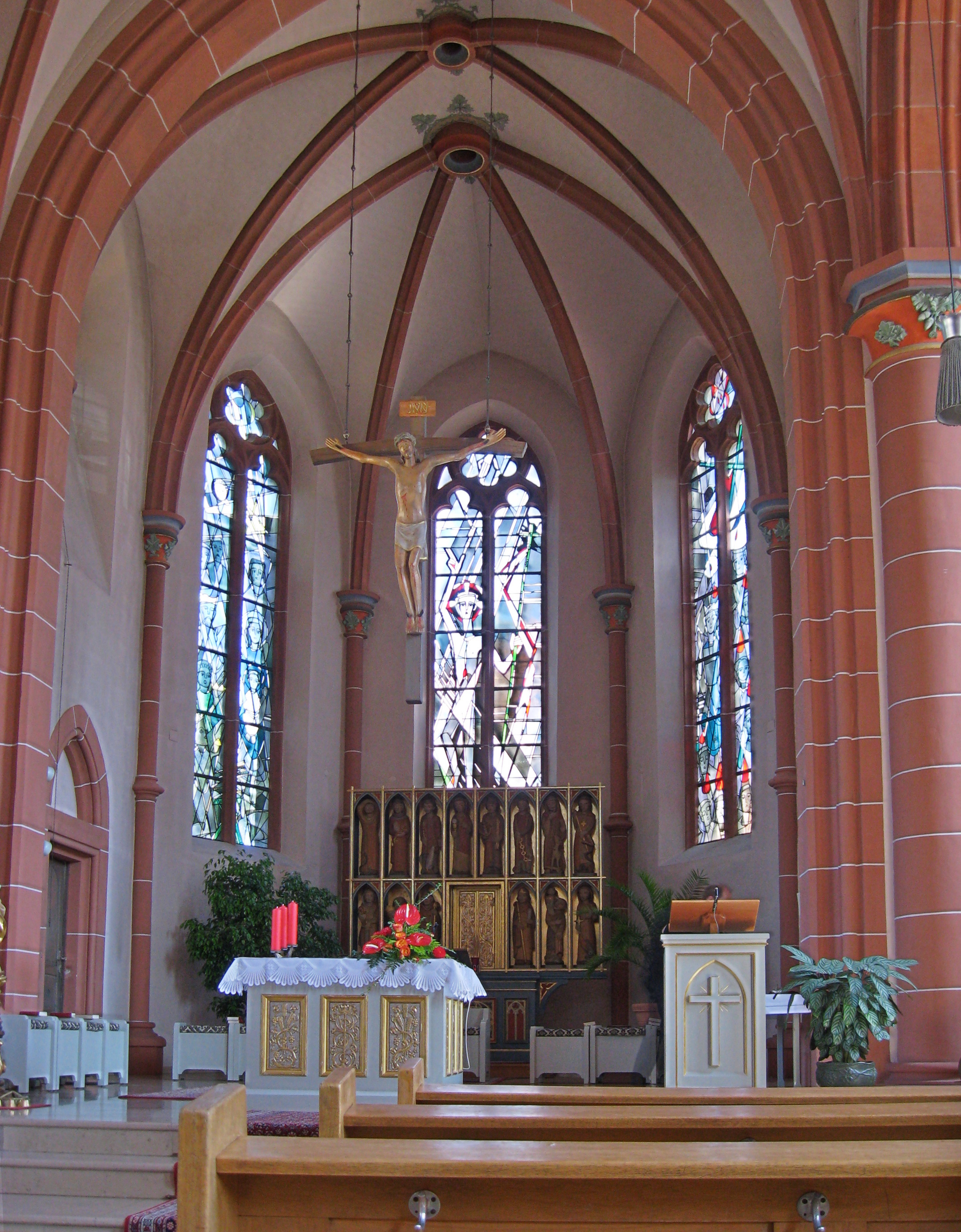
St. Maximin, Apsis der Kirche vor der Renovierung von 2017 bis 2019

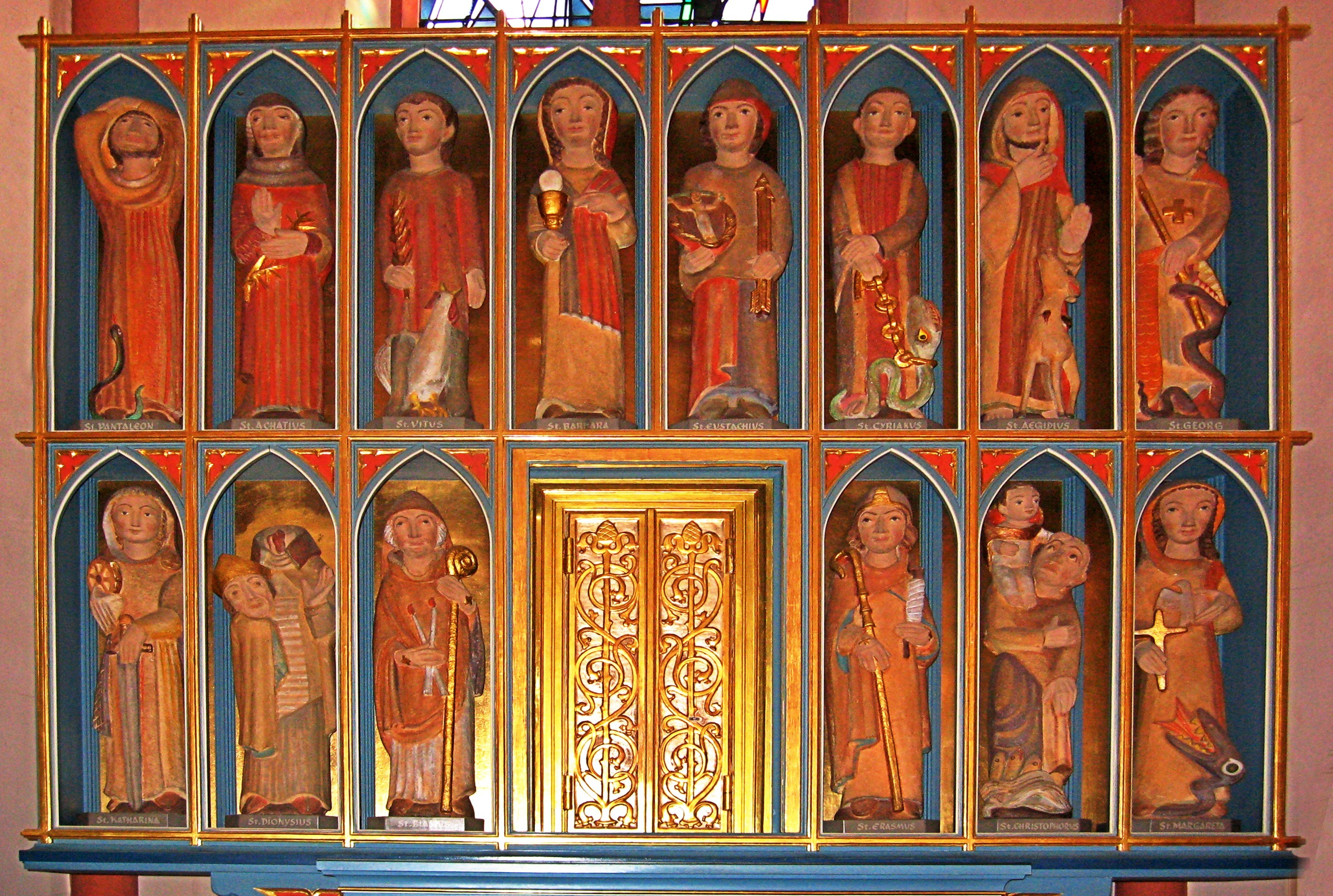
St. Maximin, Altarretabel mit Statuen der Vierzehn Nothelfer

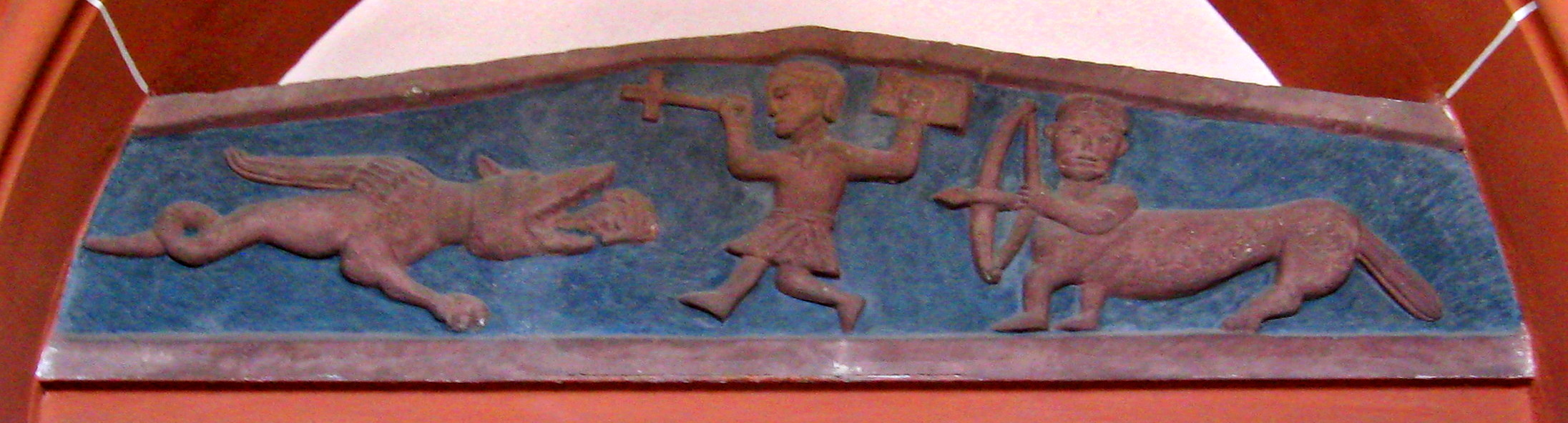
St. Maximin, Aus der früheren romanischen Kirche stammender Türsturz

### Architektur

#### Äußeres
Architekt Wilhelm Hector entwarf St. Maximin und die Vierzehn Nothelfer mit fünf Jochen, einem dreiseitig abschließenden Chorraum sowie einem mittig vorgestellten Westturm. Die Pfarrkirche ist eine neofrühgotische dreischiffige Stufenhalle mit kleinen Anklängen an Motive der Romanik. Der gesamte Außenbau ist geprägt vom Gegensatz der verputzten, aktuell rosafarben gestrichenen Wandflächen zu den Gewänden und architektonischen Gliederungselementen aus beigefarbenem Sandstein. Die Joche des Langhauses und die Ecken des Chores sowie des Kirchturmes sind durch Stützpfeiler betont. Der Gliederung der Außenwand durch Strebepfeiler entspricht im Inneren die Jocheinteilung. Die Wände der Seitenschiffe öffneten sich in schlichten zweibahnigen Maßwerkfenstern. Die Strebepfeiler springen in der Höhe des umlaufenden Sohlbankgesimses zurück, im obersten Bereich liegen sie der Wand nur noch in der Tiefe von Lisenen auf.
Unterhalb der neogotischen Spitzbogenfenster mit zweibahnigem Maßwerk, deren Gewände mit den verputzten Wandfläche sichtbar verzahnt sind, umläuft ein Sohlbankgesims das Kirchengebäude. Bei den Chorfenstern ist das Maßwerk zusätzlich mit Sechspässen bereichert. Der Charakter einer Stufenhalle wird am Außenbau durch die Absetzung der Pultdächer der Seitenschiffe vom Satteldach des Mittelschiffes deutlich. Der Architekt Wilhelm Hector wandte dieses architektonische Gestaltungsmittel, durch das seine Bauwerke den Charakter einer Pseudobasilika bekamen und das die gotische Höhenwirkung nochmals steigerte, an vielen seiner Kirchen an.
Die Konsolgesimse zwischen dem Dach und den Außenwänden des Langhauses sowie des Chores weisen stilistisch in die Neoromanik. Dies gilt auch für die steigenden Konsolfriese der Giebel der Seitenschiffe links und rechts des Turmes sowie die Konsolfriese am Freigeschoss des Turmes.
Die Querschnittfassade des Langhauses schließt direkt an den Chor an. Die Querschnittfassade des Langhauses, an dessen Ecken diagonal Strebepfeiler angesetzt sind, ist direkt mit dem Turm verbunden. Die Seitenschiffe sind von der Turmfassade aus durch Portale von außen zugänglich. Darüber öffnet sich die Fassade der Seitenschiffe je in einem einbahnigen Lanzettfenster. Oberhalb befinden sich kreuzförmige Nischen.
Der Kirchturm auf quadratischem Grundriss ist in fünf Geschosse gegliedert. Die Turmecken sind durch je zwei Strebepfeiler, die in rechtem Winkel zueinander stehen, akzentuiert. Im Glockengeschoss setzt sich diese Eckgestaltung in Lisenen, denen je eine halbierte Fiale vorgeblendet ist, fort. Den beiden unteren Turmgeschossen ist an der rechten Seite ein Treppentürmchen angebaut. Die Eingangspforte im Turm ist als wimpergbekröntes Stufenportal mit verglastem dreibahnigem Tympanon gestaltet. Direkt darüber öffnet sich der Turm in einem großen dreibahnigen Maßwerkfenster mit Achtpass. Weiter oben folgen ein kleines Schartenfenster und dann ein Lanzettfenster. Zwischen dem vierten und dem fünften Geschoss verläuft ein Gesims, das sich jeweils mittig in einem Spitzbogen wölbt, um die Zifferblätter der Turmuhren aufzunehmen. Das zurückspringende fünfte Turmgeschoss öffnet sich auf der Vorderseite in drei, auf den anderen drei Seiten in je zwei gekoppelten lanzettförmigen Schallöffnungen der Glockenstube. Das abschließende Traufgesims des Turmes liegt sowohl auf den Ecklisenen als auch auf konsolgetragenen Mauerbalken. Als hoher oktogonaler Knickhelm ist das verschieferte Kirchturmdach gestaltet.
Der Chor schließt in einem 5/8-Polygon und entspricht der Breite des Mittelschiffes. Er hat allerdings eine niedrigere Trauf- und Firsthöhe. Alle Ecken der Apsis sind wiederum von Strebepfeilern nach der sonst am Gebäude vorherrschenden Manier besetzt. Die Apsis wird durch drei Maßwerkfenster (Achse und Seitenflächen) belichtet. In den Winkeln zwischen Langhaus und Chor befinden sich die beiden Sakristeien. Die linke Sakristei wurde erst im Jahr 1899 errichtet.

#### Inneres
Die Kreuzrippengewölbe des Langhauses ruhen auf schlanken Rundpfeilern, die in relativ großen Abständen zueinander stehen. Das Motiv der Rundpfeilerarkaden mit weitgespannten Interkolumnien gehört zum oft angewandten Repertoire der neogotischen Architektur Hectors. Die bescheidener in der Ausführung und der Größe zwischen 1899 und 1900 ebenfalls von Hector im benachbarten Diefflen errichtete dreischiffige und vierjochige Pfarrkirche St. Josef und St. Wendelin mit kleinem Treppenturm und dreiseitigem Chorschluss (nach der Kriegszerstörung verändert und vergrößert wiederaufgebaut), wies Ähnlichkeiten mit St. Maximin auf.
Das Langhaus ist durch fünf querrechteckige Joche strukturiert. Sämtliche Joche verfügten über Rippengewölbe. Bis auf den vierstrahlig gewölbten Chor ist der übrige Raum kreuzrippengewölbt. Das Chorjoch ist querrechteckig. Das Gewölbe des Mittelschiffes und der Seitenschiffe ruhte auf Rundpfeilern mit schlichten Blatt-Kapitellen, deren Arkaden Mittelschiff und Seitenschiffe voneinander scheiden, sowie auf kleinen konsolgestützten Pfeilern an den Innenseiten der Außenwände. Die Schlusssteine der Seitenschiffe liegen dabei tiefer als die Scheitelsteine der Scheidbögen. Die chorseitigen Spitzbögen der beiden Scheidarkadenreihen ruhten in Richtung der Polygonapsis auf Halbpfeilern. Der gegenüber dem Schiff niedrigere einjochige Chorbereich öffnet sich unter einem Gurtbogen mit leichter Tendenz zur Triumphbogenordnung. Die Rippen der Apsis steigen von runden Eckdiensten auf, die in halber Höhe durch einen Schaftring untergliedert sind.
Die Seitenschiffe von St. Maximin sind mit längsrechteckigen Jochen überwölbt. Dabei enden die Rippen an den Innenwänden in kleinen Konsolsäulen. Die Kapitelle sind mit steinernen Blättern verziert.

### Ausstattung

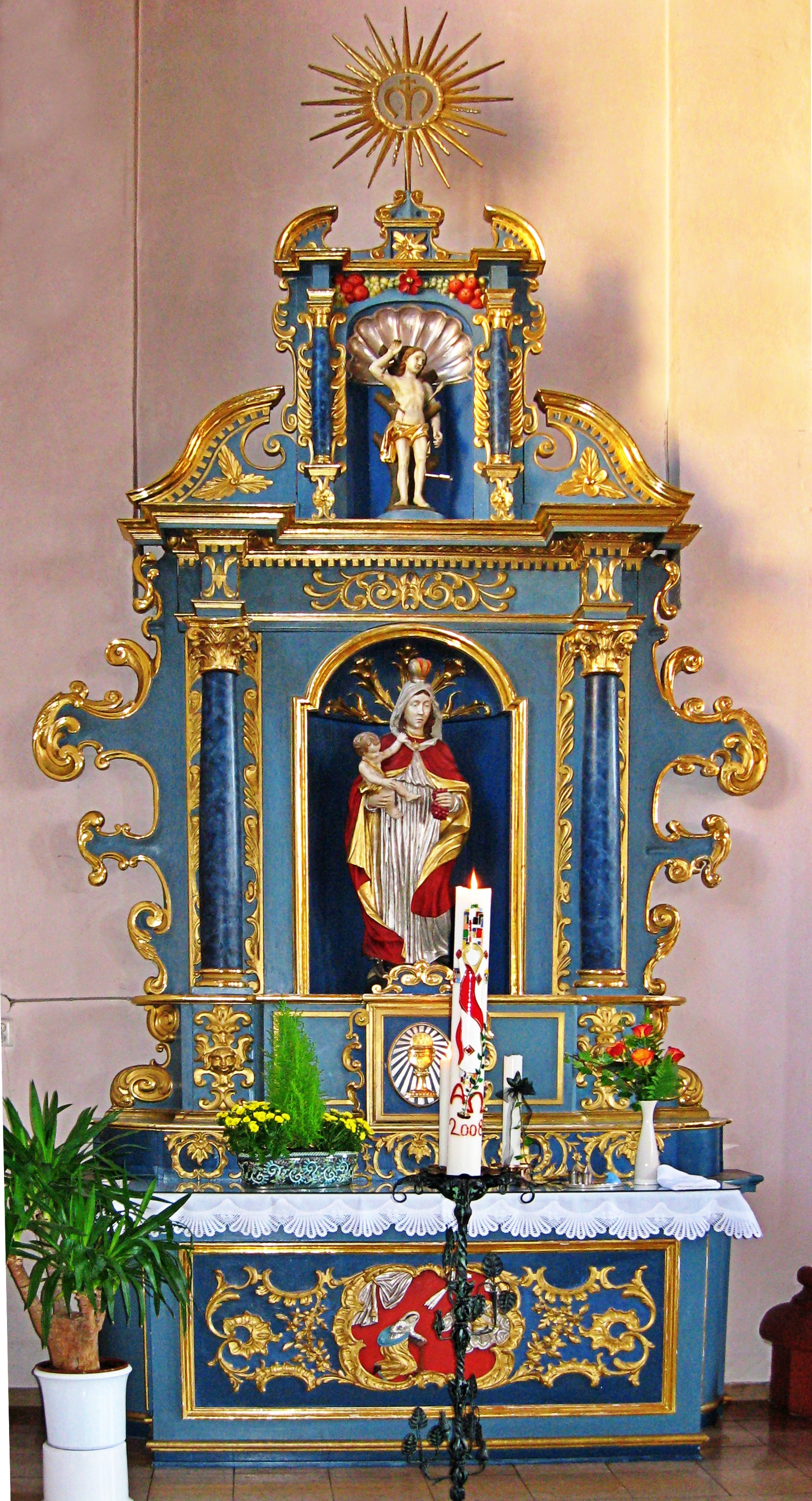
St. Maximin, Marienaltar
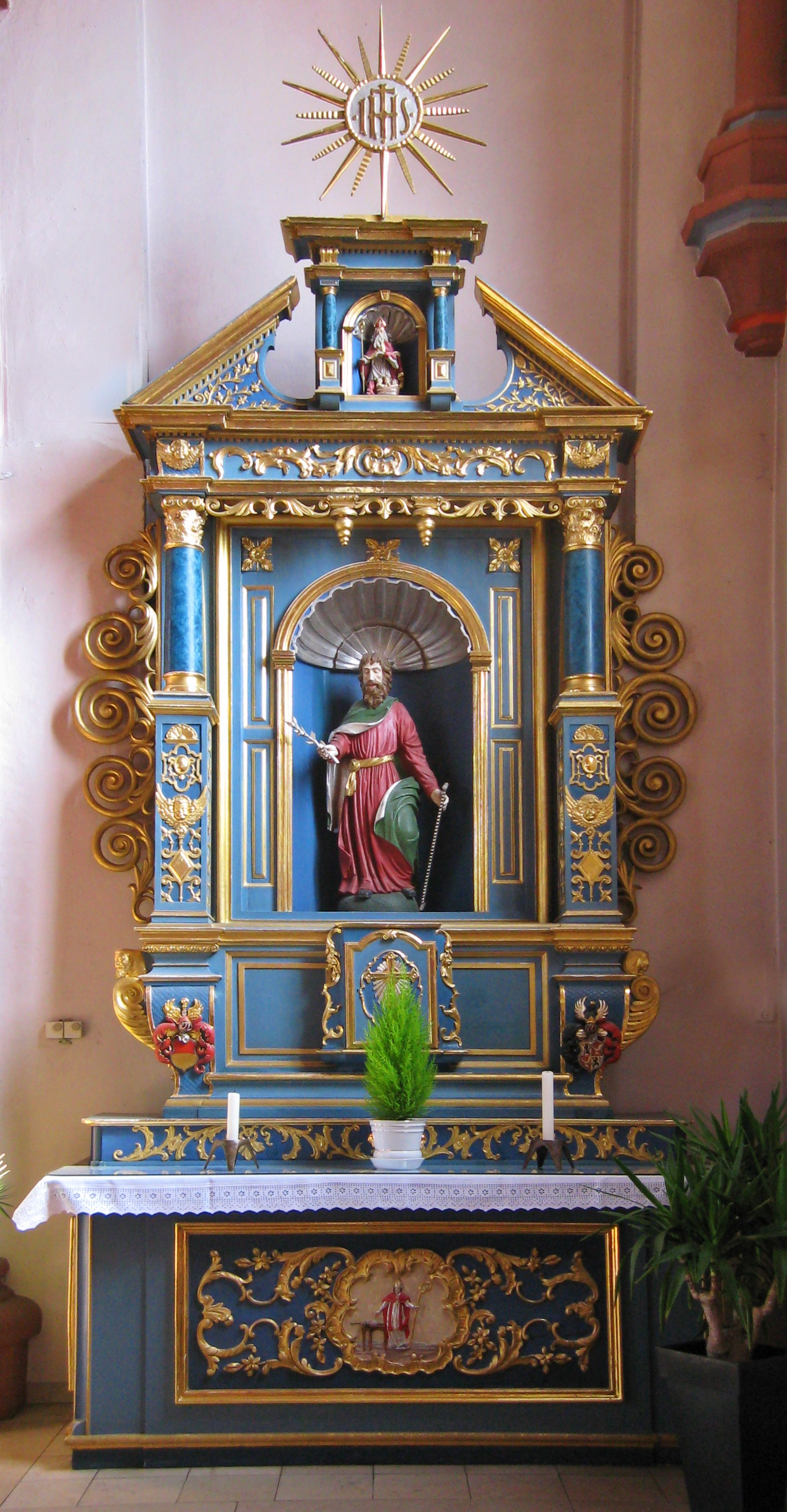
St. Maximin, Josefsaltar

#### Seitenaltäre
Von der Ausstattung der alten Kirche haben sich noch zwei Seitenaltäre erhalten. Beide Altäres sind blau-gold gefasst.

##### Marienaltar
Der Marienaltar stammt aus dem 17. Jahrhundert. In der oberen Nische des gesprengten Schweifgiebels befindet sich eine Statue des hl. Sebastians, des Patrons der Pestkranken. Darunter steht in der Hauptnische eine Marienstatue jüngeren Datums. In den Rokokoornamenten des Altarsockels aus dem 18. Jahrhundert ist die Verkündigungsszene als Relief dargestellt. Die Arbeit wird der regionalen Guldner-Werkstatt zugeordnet.

##### Josefsaltar
Der Josefsaltar ist eine Stiftung der Fraulauterner Äbtissin Johanetta von Wiltz (1617–1622). Er ist mit den Wappen ihrer Ahnen Wiltz und Bayr von Boppard geschmückt, die die Predellazone flankieren. In der oberen Nische des gesprengten Dreiecksgiebels befindet sich eine Darstellung des hl. Nikolaus, des Schutzpatron Lothringens. In der Hauptnische darunter befindet sich eine Josefsstatue jüngeren Datums. Die Mensazone zeigt ein Rokoko-Reliefbild des hl. Erasmus von Antiochia und stammt wahrscheinlich aus der Guldner-Werkstatt.

#### Hochaltar (Nothelferaltar)
Die 1956 geschaffenen modernen Tonplastiken der Vierzehn Nothelfer, die von der Franziskanerschwester Eberhardis Kohlstett aus dem Elisabeth-Kloster in Trier entworfen und ausgeführt wurden, befanden sich ursprünglich unter der Empore. Hier hatte Schwester Eberhardis das Statuenensemble zunächst aus Gips geformt und diese erst 1956 in stabilerer Keramik neugearbeitet. Im Jahr 1974 wurden sie in einem Nischenretabel des Hochaltars aufgestellt. Die in schlichter, geradezu kindlich anmutender Formensprache gestalteten En-face-Figuren sind in zwei übereinander angeordneten gotischen Bogennischen aufgestellt. Die obere Nischenreihe zeigt sieben Heilige. In der unteren Reihe flankieren je drei Figuren den mittig positionierten Tabernakel, dessen Flügeltüren mit Pflanzenranken geschmückt sind.
Die obere Reihe enthält von links nach rechts die Statuen folgender Heiliger:
- Der heilige Pantaleon:

Er wird als Patron der Ärzte und Hebammen verehrt und soll als Arzt Kaiser Maximians gewirkt haben. Um das Jahr 305 n. Chr. soll er den Martertod während der Christenverfolgung Kaiser Diokletians gefunden haben. Im Rahmen der Folter seien ihm seine Hände auf seinen Kopf genagelt worden. Als Erkennungsattribut windet sich am Gewand Pantaleons zusätzlich eine dunkelgrüne, züngelnde Giftschlange empor. Das Tier erinnert an ein durch einen Schlangenbiss zu Tode gekommenes Kind, das Pantaleon der Legende zufolge durch das Gebet wiedererwecken konnte.
- Der heilige Achatius:

Er wird als Helfer bei Todesangst angerufen und gilt der Legende nach als Anführer der zehntausend Märtyrer, die unter Kaiser Hadrian auf dem Berg Ararat wegen ihres Glaubens gefoltert und hingerichtet wurden. Achatius wird wegen seines Martyriums von der Künstlerin als Krieger mit einem goldenen Dornenzweig dargestellt. Der Legende nach wurde der Heilige mit 9000 Soldaten nach Armenien entsandt, um dort einen Aufstand gegen die kaiserliche Herrschaft niederzuschlagen. Als das Heer des Achatius kurz davor stand, eine Niederlage zu erleiden, sollen sieben Engel ihnen den Sieg versprochen haben, wenn sie sich zu Christus bekennen würden. So konvertierten die Soldaten zum Christentum und errangen den versprochenen Sieg. Als Kaiser Hadrian davon gehört habe, habe er Achatius und dessen Gefährten zusammen mit 1000 bekehrten Heiden auf dem Berg Ararat grausam mit Dornenzweigen zerfleischen und danach kreuzigen lassen.
- Der heilige Vitus (Veit):

Der Heilige gilt als Helfer bei Geisteskrankheiten und soll unter Kaiser Diokletian wegen seines Glaubens grausam hingerichtet worden sein, obwohl er dessen Sohn von der Besessenheit geheilt haben soll. Als Zeichen seiner gläubigen Standhaftigkeit hat die Künstlerin der Veitstatue im Pachtener Hochaltar einen goldenen Palmzweig in die Rechte gegeben. Zwischen den Beinen des jugendlich dargestellten Heiligen zwängt sich ein krähender Hahn hindurch. Mit seiner Linken weist der Heilige auf das Tier hin. Der Hahn kann als Symbole für Veits Wachsamkeit und Bekennerfreudigkeit gedeutet werden. Der Hahn kann auch als Hinweis auf den Sieg des Christentums über das Heidentum verstanden werden, da der Veitskult im slawischen Bereich den Lichtgott Svantovit verdrängte, dem Hühner und Hähne geopfert wurden. Vielleicht weil Veits Gedenktag (15. Juni) im zeitlichen Bereich der Sonnenwende liegt, knüpft sich in der Volksfrömmigkeit an diesen Heiligen der Glaube, er sei für pünktliches Wachwerden zuständig: „Heiliger St. Veit / wecke mich zur rechten Zeit; / nicht zu früh und nicht zu spät, / bis die Glocke … schlägt.“
- Die heilige Barbara:

Die heilige Jungfrau und Märtyrerin gilt als hauptsächlich als Patronin der Sterbenden sowie als Schutzpatronin der Bergleute. Der legendarischen Überlieferung nach war sie von ihrem Vater wegen ihrer außergewöhnlichen Schönheit in einem Turm eingesperrt sowie später wegen ihres Übertrittes zum Christentum misshandelt und enthauptet worden. Vorher ernährte sie sich von der Hostie. Deshalb hat die Künstlerin sie im Hochaltar von St. Maximin mit Hostie und goldenem Kelch dargestellt. Den sonst üblichen Turm mit drei Fenstern als Symbol der heiligen Dreifaltigkeit hat Schwester Eberhardis als Heiligenattribut weggelassen.
- Der heilige Eustachius:

Der Heilige wird als Helfer bei schwierigen Lebenslagen und bei Trauerfällen verehrt. Er ist der, ursprüngliche Schutzheiliger der Jäger. Der frommen Überlieferung nach war Eustachius Heermeister unter Kaiser Trajan und wurde wegen seines Glaubens hingerichtet. Im heidnischen Glauben erzogen, diente Eustachius, der zunächst Placidus hieß, als Oberst und Befehlshaber einer römischen Legion in Kleinasien. Der Legende zufolge soll ihm auf der Jagd ein Hirsch mit einem leuchtenden Kreuz im Geweih erschienen sein. Der gekreuzigte Christus habe zwischen den beiden Geweihstangen des Hirsches zu ihm gesprochen, woraufhin Placidus der grausamen Tierhatz entsagt, sich zum Christentum bekehrt und bei der Taufe den Namen Eustachius erhalten habe. Da der überzeugte Christ die staatlich angeordneten Götzenopfer verweigert habe, sei er schließlich zusammen mit seiner Frau und seinen beiden Söhnen verbrannt worden. Später ging die Legende mit dem Hirsch auf den heiligen Hubertus von Lüttich über. Schwester Eberhardis stellt den Heiligen mit drei goldenen Pfeilen in seiner Linken und dem Hirschgeweih mit dem Gekreuzigten in seiner Rechten dar.
- Der heilige Cyriacus:

Cyriakus wird als Helfer gegen Anfechtungen in der Todesstunde angerufen. Schwester Eberhardis stellt den Heiligen als Diakon mit einem gefesselten, dämonischen Teufelsdrachen zu seinen Füßen dar. Der Heilige tritt dem bösen Ungeheuer mit dem rechten Fuß auf den Hinterleib, sodass es sich in Schmerzen windet. Das Tier ist am Hals mit einer goldenen Kette gefesselt, deren Ende der Heilige mit ruhiger Miene hält, während das Monstrum mit übergroßem Kopf wutentbrannt die Zähne bleckt und den Heiligen mit bösem Auge anfunkelt. Hintergrund dieser Darstellung ist die Legende, nachdem Cyriakus die Tochter des Kaisers Diokletian von dämonisch verursachten Krankheiten, symbolisch dargestellt durch einen Drachen, befreit haben soll. Wegen seines Glaubens soll Cyriakus nach schwerer Folter schließlich während der Christenverfolgung in Rom mit dem Schwert hingerichtet worden sein.
- Der heilige Ägidius:

Der Heilige wird als Helfer bei der Beichte und der stillenden Mütter verehrt. Der einzige Nichtmärtyrer der vierzehn Nothelfer wird von der Künstlerin als Einsiedler mit Mönchskutte dargestellt, da er als Eremit in Saint-Gilles (dt. St. Ägidius) nahe Nîmes gelebt haben soll. Die Abteikirche des ehemaligen Klosters Saint-Gilles erinnert an ihren Gründer. Ägidius soll sich dort in die Einsamkeit zurückgezogen haben. Eine Hirschkuh wurde auf der Jagd verwundet, suchte bei Ägidius Schutz und konnte von ihm gesund gepflegt werden. Als Dank spendete das Tier dem Heiligen Milch. So wurde der Heilige auch der Patron für stillende Mütter. Als Mönch und späterer Abt des von ihm gegründeten Klosters wurde er nach der Überlieferung vielen Kranken, Notleidenden und Ratsuchenden Helfer und Beistand. Die Künstlerin Schwester Eberhardis zeigt den Heiligen deshalb auch mit einer kleinen verwundeten Hirschkuh, über die er schützend die Hände hält.
- Der heilige Georg:

Der Ritterheilige, der als Helfer bei Kriegsgefahren, Fieber, Pest und gegen Versuchung sowie als Patron der Haustiere angerufen wird, war der legendarischen Überlieferung nach römischer Offizier, der als christlicher Märtyrer im frühen 4. Jh. enthauptet wurde. Ein Überlieferungszweig versteht ihn als Drachenkämpfer. Besondere Berühmtheit erlangte die Legende vom Kampf des Ritters Georg mit einem Drachen, der in einem See vor der Stadt „Silena in Lybia“ hauste und die Luft mit seinem Gifthauch verpestete. Die Einwohner mussten ihm täglich Lämmer opfern, um seinen Grimm zu stillen. Als keine Tiere mehr aufzutreiben waren, wurden die Söhne und Töchter der Stadtbewohner dem Untier zum Fraß vorgeworfen. Eines Tages, so die Legende, traf das Los die Königstochter. Als der Drache auftauchte, eilte der heilige Georg der königlichen Jungfrau zu Hilfe, schlug das Kreuzzeichen über das Ungeheuer und durchbohrte es mit der Lanze, woraufhin es verwundet zu Boden stürzte. Der ritterliche Heilige veranlasste daraufhin die Königstochter, den Drachen mithilfe ihres Gürtels in die Stadt zu ziehen, wo alle Bewohner beim Anblick des Monstrums die Flucht ergreifen wollten. Georg versprach, den Drachen zu töten, wenn die Leute sich zu Christus bekehrten. Er erschlug den Drachen, woraufhin sich der König mit allen seinen Untertanen taufen ließen. Schwester Eberhardis stellt den heiligen Georg als jugendlichen Ritter mit goldblonder Lockenmähne dar. Er trägt ein goldenes Kreuz auf seinem Waffenrock und durchbohrt mit einer goldenen Lanze den Schlund des sich zu seinen Füßen windenden Drachen.
Die untere Reihe enthält von links nach rechts die Statuen folgender Heiliger:
- Die heilige Katharina:

Schwester Eberhardis hat die heilige Märtyrerin mit dem Marterrad in ihrer Rechten und dem Richtschwert in ihrer Linken dargestellt. Katharina wird besonders als Patronin des Lehrstandes, zahlreicher Handwerker und als Nothelferin in vielen Ängsten verehrt. Als gebildete und außergewöhnlich schöne Königstochter soll sie sich der frommen Überlieferung zufolge in Alexandrien in Ägypten tapfer dem vom Kaiser verlangten Götzenopfer verweigert haben. In einem Rededuell mit 50 heidnischen Philosophen habe sie derart stichhaltig für das Christentum argumentiert, dass sie alle ihre gelehrten Gegner zum Christentum bekehrt habe. Der Kaiser übergab daraufhin die bekehrten Philosophen dem Scheiterhaufen, Katharina wurde in den Kerker geworfen, gefoltert und auf ein Rad gebunden. Dieses, so die Legende, zersprang und Katharina wurde mit dem Schwert hingerichtet. Der Legende nach trugen Engel ihren Leib auf den Berg Sinai, wo Kaiser Justinian I. ihr zu Ehren das Katharinenkloster errichten ließ.
- Der heilige Dionysius:

Dionysius gilt als Helfer bei Kopfleiden sowie in Gewissensängsten und Glaubensnöten. Die Künstlerin hat ihn als Geköpften in Bischofsgewändern dargestellt, der sein mitrabehütetes Haupt in seiner rechten Hand hält. Als erster Bischof von Paris wurde der Heilige Dionysius (französisch: St. Denis) um das Jahr 250 auf einem Berg hoch über der Stadt während einer Christenverfolgung enthauptet. Seitdem wird der Hügel „Berg der Märtyrer“, Montmartre, genannt. Nach der Legende soll Dionysius mit seinem Haupt in den Händen bis zu seinem heutigen Grab in St. Denis gegangen sein, wo er begraben wurde. Über seiner Grablege baute der fränkische König Dagobert I. ab dem Jahr 626 die nach dem Heiligen benannte Abtei mit der Basilika Saint-Denis, die den französischen Königen als Grablege diente.
- Der heilige Blasius:

Schwester Eberhardis zeigt den Heiligen im Bischofsgewand mit goldenem Krummstab, Mitra und zwei gekreuzten, brennenden Kerzen, die er in den mit Handschuhen bekleideten Händen hält. Die in Kreuzform gehaltenen Segnungskerzen, sollen dem Segensempfänger die lichtbringende Heilstat Jesu Christi am Kreuz sinnfällig vor Augen führen. Der heilige Blasius wird besonders als Helfer bei Halsleiden verehrt. Zuerst Arzt, dann Bischof von Sebaste, kam er in der spätantiken Christenverfolgung ins Gefängnis und wurde dort vielen zum Helfer und Tröster. So befreite er einen Knaben, der eine Fischgräte verschluckt hatte, vor dem drohenden Erstickungstod. Der Blasiussegen an seinem Gedenktag, dem 3. Februar, geht auf diese Legende zurück. Blasius wurde nach dem Zeugnis seiner Heiligenvita von seinen Schergen mit einem eisernen Kamm zerfleischte und zusätzlich enthauptet.
- Der heilige Erasmus:

Der Heilige, der vor allem als Helfer bei Bauchweh, Geburtswehen und Unterleibskrankheiten angerufen wird, ist in bischöflichen Gewändern mit Mitra und goldenem Krummstab als Bischof von Antiochien in Kleinasien dargestellt. In seiner linken Hand trägt Erasmus als Heiligenattribut eine Winde, auf der sein Darm aufgewickelt ist. Die legendarische Heiligenvita berichtet vom grausamen Martyrium während der Christenverfolgung unter Kaiser Diokletian. Der Überlieferung zufolge soll er verschiedene Folterungen, wie das Ausdärmen, erlitten haben.
- Der heilige Christophorus:

Dem Heiligen ist das Patronat für ein christliches Tagwerk zugewiesen. Er gilt als Nothelfer in vielen Gefahren und als Retter aus Wassernot. Christophorus wird als Schutzpatron der Schiffer und Flößer sowie aller Reisenden angesehen. Darüber ruft man ihn als Helfer gegen einen unvorhergesehenen Tod an. Der Riese Reprobus, wie Christophorus ursprünglich geheißen haben soll, wollte nur dem Mächtigsten auf Erden dienen. Bald diente er als Träger an einem reißenden Fluss, wo er einmal ein Kind an das andere Ufer tragen sollte. Mitten im Fluss wurde der kleine Junge so drückend, dass Reprobus fast zusammenbrach. Als Reprobus mit Mühe an das rettende Ufer gelangt war, sagte das Kind: „Du hast nicht nur die ganze Welt getragen, sondern auch denjenigen, der die Welt erschaffen hat.“ Das Christuskind soll ihn dann selbst auf den Namen Christophorus – „Christus-Träger“ – getauft haben. Schwester Eberhardis stellt den Heiligen in einfacher Kutte mit dem Christuskind auf seiner rechten Schulter dar. Die Füße und Beine des Heiligen sind in angedeuteten Wasserfluten eingesunken dargestellt, aus denen drei Fische hervorlugen. In verunsicherter Haltung schaut der Heilige zum kleinen Jesus empor, der ihm segnend seine kleines Händchen auf die Stirn legt.
- Die heilige Margareta:

Margareta gilt als Patronin des Nährstandes und der Landleute. Sie wird als Helferin in Geburtsnöten angerufen und gilt als Fürsprecherin der Armen. Schwester Eberhardis stellt die jugendliche Heilige mit einem Kreuz in ihrer Rechten und einer Taube in ihrer Linken dar. Die Taube könnte als Symbol des himmlischen Bereiches bzw. des Heiligen Geistes gedeutet werden, da Margareta einem heidnischen Statthalter, der um sie warb zur Antwort gegeben haben soll: „Darst du wohl verlangen, dass ich den Himmel aufgebe und dafür den Staub der Erde wähle?“ Zu den Füßen der Heiligen windet sich ein Lindwurm mit übergroßem Kopf. Der Rachen des Untieres mit seinen spitzen Zähnen und einer monströsen, gespaltenen Zunge ist weit aufgerissen. Mit einem riesigen Glubschauge funkelt das Tier die Heilige boshaft an, während die Jungfrau selbst in ruhiger Haltung über es hinwegsieht.
Nach der frommen Überlieferung wurde Margareta von ihrem Vater, einem heidnischen Priester, verstoßen. Weil sie die Schweine hüten musste, wurde sie später als Patronin der Landleute verehrt. Wegen ihrer Schönheit begehrte sie der Stadtpräfekt von Antiochien und wollte sie zum Abfall ihres Glaubens zwingen. Im Gefängnis erschien ihr der Teufelsdrache, um sie vom Christentum abzubringen. Mit dem Kreuz in ihrer Hand bzw. mit dem Kreuzzeichen gelang es ihr jedoch, den Bösen zu vertreiben. Nach schweren Folterungen wurde sie schließlich enthauptet.
Am Maximinfest 1974 wurde die Kirche auf den Titel des hl. Maximin von Trier und der Vierzehn Nothelfer konsekriert. Im Reliquiar des Hochaltars befinden sich ein Knochensplitter des Hauptes des hl. Maximin von Trier, Reliquien der Trierer Märtyrer, der Vierzehn Nothelfer und anderer Heiliger.

#### Sonstige Ausstattung
Unter der Empore befinden sich eine Kreuzgruppe und das Bildnis der Immerwährenden Hilfe. Darüber hinaus sind Statuen folgender Heiliger aufgestellt: hl. Antonius von Padua (Patron der Armen), hl. Stephanus (Patron der Jugend), hl. Johannes der Täufer (Patron der Männer), Hl. Maximin von Trier (Pfarrpatron), hl. Theresia von Avila (Kirchenlehrerin), hl. Cäcilia (Patronin der Kirchenmusik), hl. Mutter Anna (Patronin der Großmütter), hl. Elisabeth (Patronin der Frauen und der Caritas) und die hl. Theresia vom Kinde Jesu (von Lisieux).
Der Zelebrationsaltar im wurde im Jahr 1974 aufgestellt, und im Jahr 1990 wurde der Ambo angeschafft.
Das über dem Eingang im Turm angebrachte Basrelief stammt noch aus der alten Kirche. Ein mit Kreuz und Buch bewaffneter Mann kämpft gegen einen Drachen und einen Kentauren. Weithin wird in der Darstellung der hl. Maximin gesehen, der gegen die Lehre des Arius und die Heiden kämpft.
Die Verglasung der Apsisfenster stammt aus dem Jahr 1954. In geometrisierenden Formen stellte der Gerolsteiner Künstler A. Tombers im Achsfenster den auferstandenen Christus dar. Das Kreuz in der linken Hand tragend, weist er mit der im Segensgestus erhobenen Rechten zum himmlischen Vater, dessen Hand im Sechspass des Fenstermaßwerkes sichtbar wird. Das Fenster links davon zeigt die Anbetung des Jesuskindes auf dem Schoß Mariens, während das rechte Fenster die pfingstliche Herabkunft des Heiligen Geistes in Gestalt einer Taube auf die Jerusalemer Jünger thematisiert. Bei der Kirchenrenovierung der Jahre 2017/2018 wurden die Apsisfenster durch die Trierer Firma Kaschenbach restauriert.

## Orgel

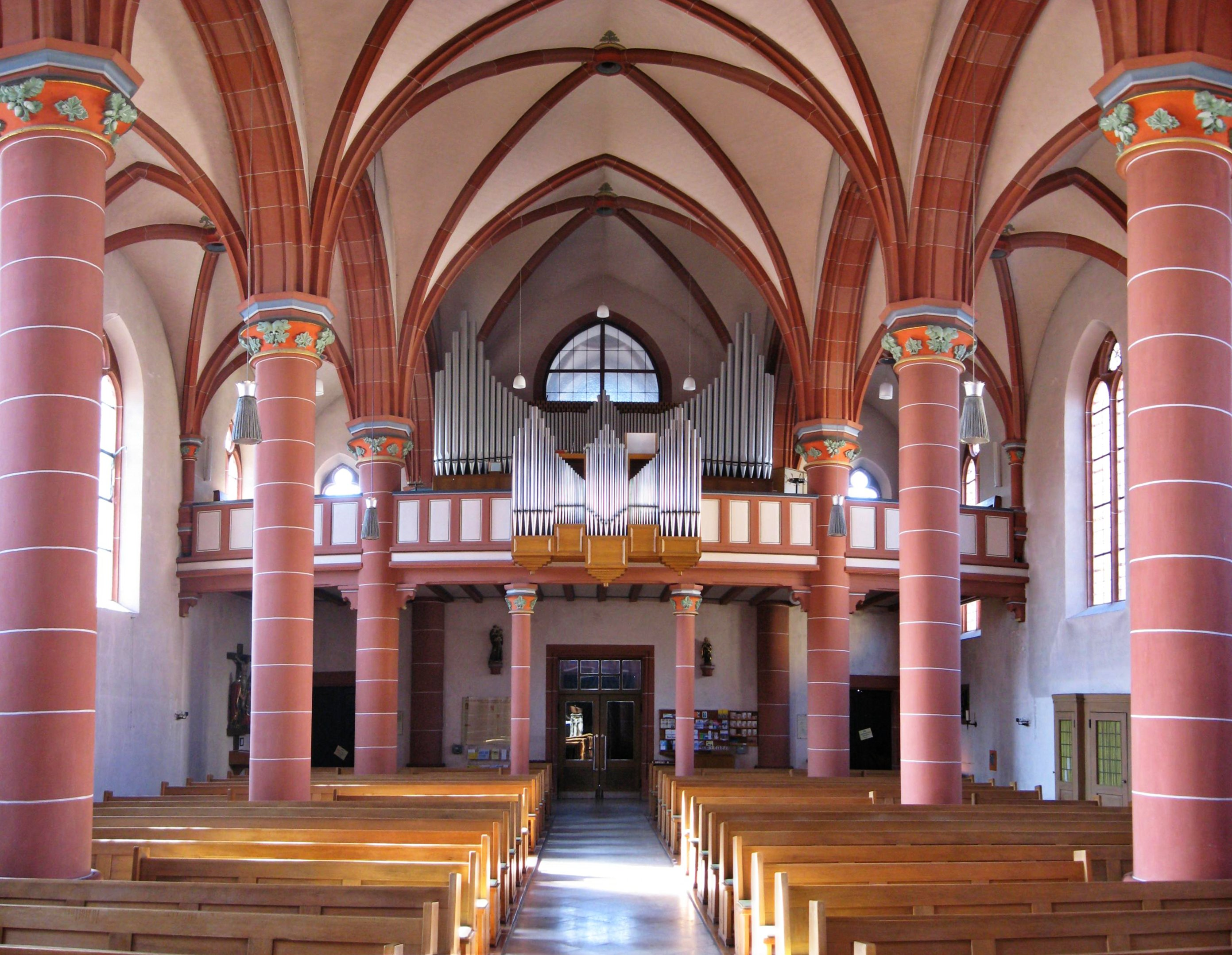
Kircheninneres, Orgelprospekt mit Rückpositiv vor der Renovierung der Jahre 2017 bis 2019

Die Orgel der Kirche wurde 1955 von der Orgelbaufirma Hugo Mayer (Heusweiler) erbaut. Das Instrument verfügt über 34 (35) Register, verteilt auf 3 Manuale und Pedal. Das Instrument ist nach der Gürzenich-Orgel im Saardom (57 Register) die zweitgrößte Orgel in der Stadt Dillingen. Die Spiel- und Registertraktur ist elektrisch. Eine dringend anstehende Renovierung der Orgel ist mit etwa 60.000 € taxiert. Die Disposition lautet wie folgt:
| I Hauptwerk C–g3 |           |       |
| 1.               | Bourdon   | 16′   |
| 2.               | Principal | 8′    |
| 3.               | Gemshorn  | 8′    |
| 4.               | Holzflöte | 8′    |
| 5.               | Octave    | 4′    |
| 6.               | Rohrflöte | 4′    |
| 7.               | Quinte    | 2 ⁄3′ |
| 8.               | Waldflöte | 2′    |
| 9.               | Mixtur IV | 2 ⁄3′ |
| 10.              | Trompete  | 8′    |

| II Rückpositiv C–g3 |             |       |
| 11.                 | Holzgedeckt | 8′    |
| 12.                 | Blockflöte  | 4′    |
| 13.                 | Principal   | 2′    |
| 14.                 | Larigot     | 1 ⁄3′ |
| 15.                 | Scharff III | 1′    |
| 16.                 | Krummhorn   | 8′    |
|                     | Tremulant   |       |

| III Oberwerk C–g3 |            |     |
| 17.               | Gedeckt    | 8′  |
| 18.               | Quintatön  | 8′  |
| 19.               | Salicional | 8′  |
| 20.               | Principal  | 4′  |
| 21.               | Nachthorn  | 4′  |
| 22.               | Principal  | 2′  |
| 23.               | Blockflöte | 1′  |
| 24.               | Terzian II |     |
| 25.               | Acuta IV   | 2′  |
| 26.               | Dulcean    | 16′ |
| 27.               | Schalmay   | 8′  |
|                   | Tremulant  |     |

| Pedal C–f1 |                                   |       |
| 28.        | Subbaß                            | 16′   |
|            | Zartbaß (Windabschwächung Nr. 28) | 16′   |
| 29.        | Octavbaß                          | 8′    |
| 30.        | Baßföte                           | 8′    |
| 31.        | Choralbaß                         | 4′    |
| 32.        | Hintersatz IV                     | 2 ⁄3′ |
| 33.        | Posaune                           | 16′   |
| 34.        | Pedaltrompete                     | 8′    |

- Koppeln: II/I, III/I, III/II, I/P, II/P, III/P
- Spielhilfen: 2 freie Kombinationen, 2 Pianopedalkombinationen (jeweils 1 für II und III), Tutti, Crescendowalze, Zungeneinzelabsteller

## Glocken
Im Jahr 1892 wurden drei neue Glocken im Glockenturm aufgehängt (776 kg, 550 kg, 370 kg). Während die beiden kleineren der Glockenrequirierung des Ersten Weltkrieges im Jahr 1917 zum Opfer fielen, musste die größte Glocke im Jahr 1940 während des Zweiten Weltkrieges abgegeben werden.
Die aktuellen vier Glocken des Kirchturmes wurden im Jahr 1952 vom Bochumer Verein aus Gussstahl gefertigt:
| Nr. | Name             | Nominal (16tel) | Gewicht (kg) | Durchmesser (mm) | Inschrift |
| 1   | St. Maximin      | dis′            | 1055         | 1425             | „Sankt Maximin, du Glaubensheld, von Gott uns zum Patron bestellt, wehr´ ab von uns, was heidnisch ist. Erhalt uns treu zu Jesus Christ!“, „Dem Schutzpatron der Kirche und der Männerwelt gewidmet“ |
| 2   | Hl. 14 Nothelfer | fis′            | 597          | 1180             | „Vierzehn Helfer in der Not, all´ Not des Leibes und der Seelen wir Pachtener euch anempfehlen, o tragt alltäglich sie zu Gott!“, „Den Hl. 14 Nothelfern und den Frauen gewidmet“                    |
| 3   | Maria            | gis′            | 450          | 1045             | „Maria, breit den Mantel aus, mach Schirm und Schild für uns daraus.“, „Der Mutter Gottes und der Jugend gewidmet.“                                                                                  |
| 4   | Nikolaus         | ais′            | 299          | 920              | „Sankt Nikolaus, du Kinderfreund auf deinen Erdenwegen, für jedes Haus, wo eines weint, erfleh‘n wir deinen Segen!“, „Den Kindern gewidmet“                                                          |

## Stein des Ursus

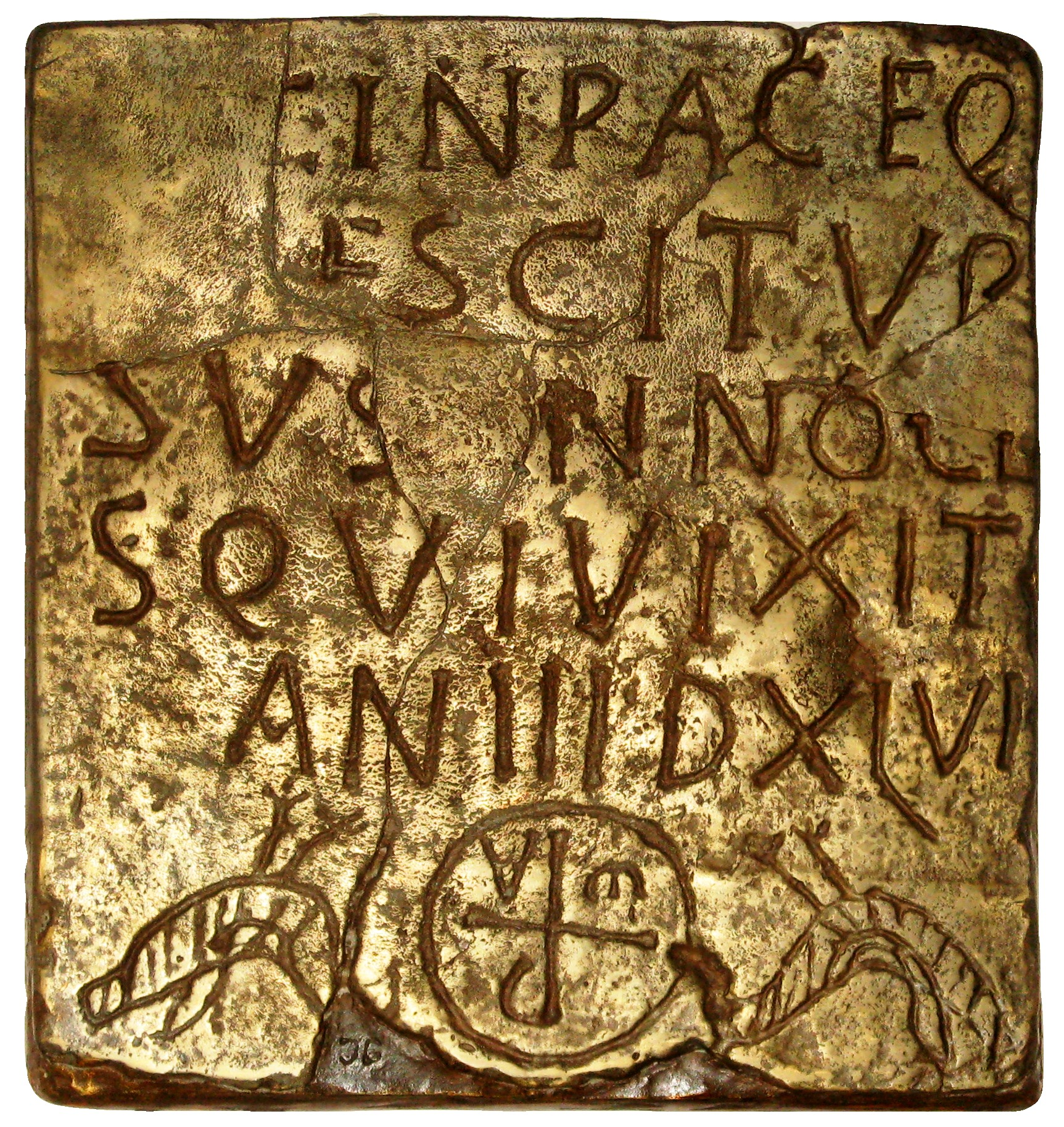
Stein des Ursus. Wortlaut:
IN PACE QUI
ESCIT UR
SUS INNOCEN
S QUI VIXIT
(„In Frieden ruht hier der unschuldige Ursus, der drei Jahre und 46 Tage gelebt hat.“)

Zeugnis des frühen Christentums gibt der Grabstein des Ursus aus dem 3./4. Jahrhundert. Er gehörte zum Grab mit christlichen Symbolen des dreijährigen Jungen Ursus. Bedeutung erlangte der Stein durch das Christusmonogramm XP, das, von zwei Tauben umgeben, umgekehrt zur übrigen Schrift in den Stein geschlagen ist. Da sich das Christentum im ländlichen Raum später entwickelte als in urbanen Siedlungen, sind Steine dieser Art auf dem Land selten.
Man fand den Stein 1891 beim Abbruch der alten Kirche. Der Ursus-Stein ist das älteste christliche Grabdenkmal im Saarland. Im Zweiten Weltkrieg ging das Original zeitweise verloren und befindet sich heute im Landesmuseum in Trier. Eine Nachbildung war bis zur Renovierung der Jahre 2017 bis 2019 nahe der Empore unter der Kreuzgruppe auf der rechten Seite angebracht. Die Wiederanbringung ist geplant.

## Geistliche

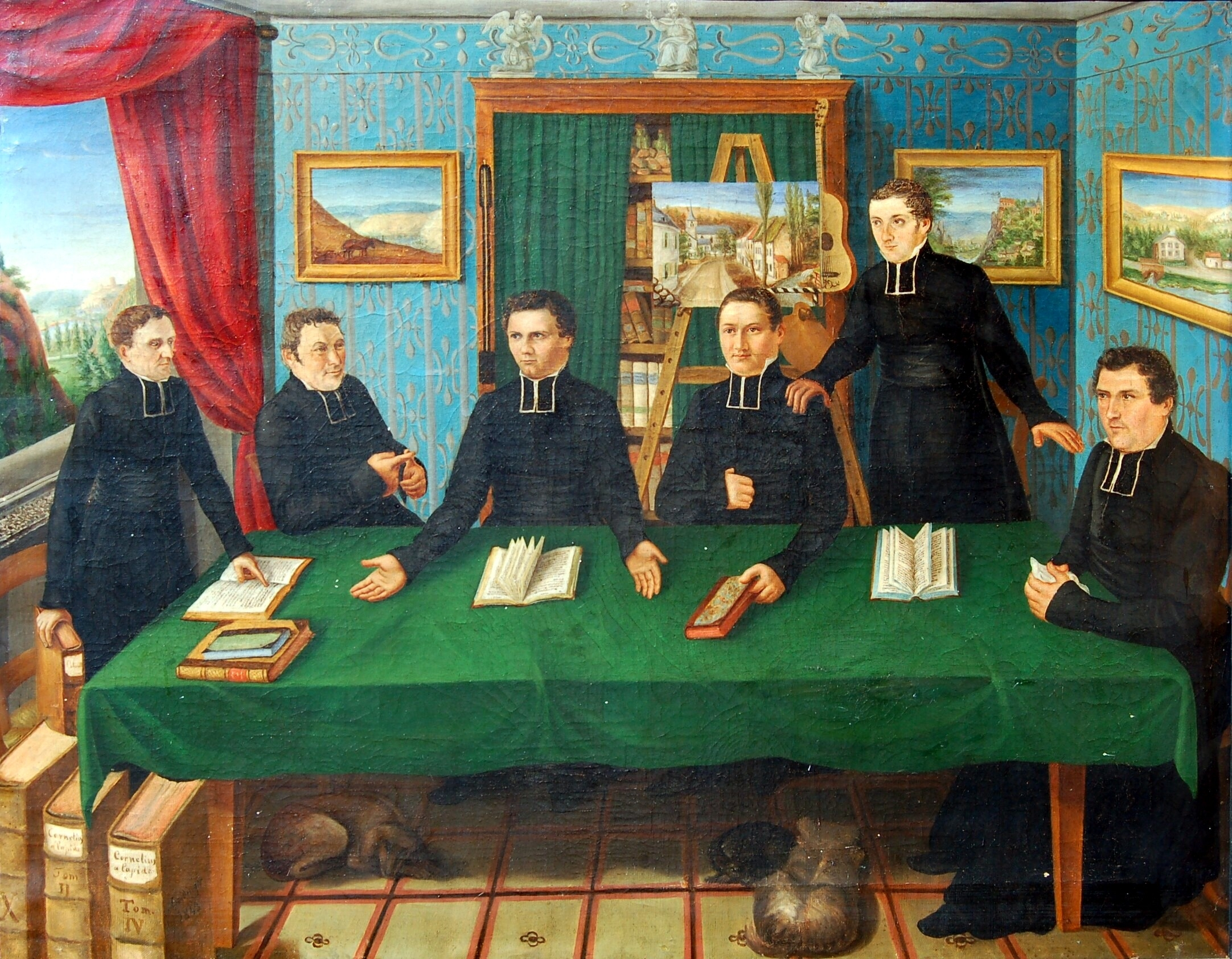
Gemälde „Priesterkonferenz“ von Franz Xaver Leidinger (vierter von links); Pastor Philipp Schmitt (dritter von links); Johann Matthias Deutsch (zweiter von links); Nikolaus Heinesch (ganz rechts); 1843; 84 cm × 63 cm; Pfarrhaus Beckingen

Die Pfarrer der Pfarrei St. Maximin
- um 1220 Arnold – Priester von Pachten
- 1677–1716 Peter Heis
- 1744–1762 Johannes Pontiani
- 1762–1765 Andreas Mailly
- 1765–1788 Nikolaus Schultes
- 1789–1812 Christoph Hauck (Haugh)
- 1813–1816 Engelbert Henkel, Vikar
- 1819–1822 Nikolaus Heinesch, Vikar
- 1823–1841 Peter Lorrain, Augustinermönch des ehemaligen Saarlouiser Augustinerklosters
- 52-jährige Vakanz
- 1893–1907 Georg Weis
- 1907–1911 Nikolaus Reitz
- 1911–1926 Marcellus Bohn
- 1927–1941 Antonius Nachtsheim
- 1942–1954 Jakob Gilen
- 1954–1969 Alois Molter
- 1969–1992 Georg Jutz
- 1992–2003 Gerhard Kerber
- 2003–2022 Patrik Schmidt, Dechant
- 2011–2022 Gerhard Jacob

Die Kapläne der Pfarrei St. Maximin
- 1906–1907 Christian Schmitz
- 1914–1917 Michael Ludwig
- 1917–1920 August Horsch
- 1921–1925 Hubert Zell
- 1925–1927 Peter Domann
- 1927–1929 Peter Johann Lenz
- 1929–1932 Heinrich Massin
- 1932–1933 Alfred Zens
- 1934–1937 Matthias Wolfsfeld
- 1937–1939 Johannes Zick
- 1942 Friedrich Masselter als Pfarrverwalter
- 1953–1955 Religionslehrer Dr. Alfons Thome
- 1955–1958 Peter Klein
- 1958–1961 Josef Dissemond
- 1951–1964 Anton Kasper
- 1964–1965 Helmut Rausch
- 1967–1968 Ludwig Müller
- 2016–2019 P. Casmirrathis Kumar OCD

Die Diakone der Pfarrei St. Maximin
- 1975–1976 Alfons Müller
- 1977–1980 Willi Bertges
- 1984–2015 Michael Balenzia
- 2006–2007 Axel Feldmann
- 2008–2009 Marco Hartmann
- 2010–2011 Lars Meiser
- 2013–2014 Fr. Jijo Anthony OPraem
- 2019–2020 Stephan Schmidt